# اولگا کوریلنکو
اولگا کوریلنکو (به اوکراینی: Ольга Костянтинівна Куриленко) (زادهٔ ۱۴ نوامبر ۱۹۷۹) بازیگر و مدل اوکراینی - فرانسوی است.
وی بیشتر به خاطر بازی در فیلم‌های هیتمن و ذره‌ای آرامش شناخته شده‌است.
او در سن ۱۳ سالگی به عنوان مدل در مسکو کشف شد. او به پاریس رفت تا حرفه مدلسازی را در سن ۱۶ سالگی دنبال کند و کار بازیگری خود را در سال ۲۰۰۵ آغاز کرد.اخرین فیلمش بودیکا ملکه جنگ است

## کارنامه بازیگری
| سال  | فیلم                             | نقش                          | کارگردان                             | توضیح |  |
| ---- | -------------------------------- | ---------------------------- | ------------------------------------ | --- |  |
| ۲۰۰۱ | Largo Winch                      | Carole                       |                                      | TV series (1 Episode: "Contessa Vanessa")                                                                                               |  |
| ۲۰۰۵ | حلقه                             | Iris                         | Diane Bertrand                       | Certificate of Excellence – Best Actress                                                                                                |  |
| ۲۰۰۶ | پاریس، دوستت دارم                | خون‌آشام                      | وینچنزو ناتالیا                      | |  |
| ۲۰۰۶ | خوش شانس                         | سوفیا                        | لورن دوسا                            | فیلم تلویزیونی |  |
| ۲۰۰۶ | مار                              | سوفیا                        | اریک باربیه                          | |  |
| ۲۰۰۷ | مشکوک                            | اوا پیرس                     |                                      | سریال تلویزیونی |  |
| ۲۰۰۷ | هیتمن                            | نیکا برونینا                 | خاویر گنز                            | |  |
| ۲۰۰۸ | در شرق من                        | فاحشه روسی                   | بوینا هوراکووکا                      | |  |
| ۲۰۰۸ | مکس پین                          | ناتاشا ساکس                  | جان مور                              | |  |
| ۲۰۰۸ | ذره‌ای آرامش                      | کمیل مونتس                   | مارک فورستر                          | نامزد – Empire Award for Best Actress Nominated – Saturn Award for Best Supporting Actress                                              |  |
| ۲۰۰۹ | Kirot                            | گالیا                        | دنی لرنر                             | |  |
| ۲۰۱۰ | Tyranny                          | مینا                         | جان بک هافمن                         | سریال تلویزیونی (۵ قسمت) همچنین نویسنده                                                                                                 |  |
| ۲۰۱۰ | سنچوریون                         | Etain                        | نیل مارشال                           | |  |
| ۲۰۱۱ | جای اژدها                        | ایلدیکو                      | رولند جافه                           | |  |
| ۲۰۱۱ | سرزمین فراموش‌شده                 | آنیا                         | مایکل بوگانیم                        | |  |
| ۲۰۱۲ | پاک‌شده                           | آنا برانت                    | فیلیپ اشتولتسل                       | |  |
| ۲۰۱۲ | به سوی شگفتی                     | مارینا                       | ترنس مالیک                           | |  |
| ۲۰۱۲ | هفت روانی                        | آنجلا                        | مارتین مک‌دونا                        | Boston Society of Film Critics Award for Best Cast Nominated - San Diego Film Critics Society Award for Best Performance by an Ensemble |  |
| ۲۰۱۲ | Magic City                       | ورا اوانز                    | Mainly Ed Bianchi Simon Cellan Jones | سریال تلویزیونی |  |
| ۲۰۱۳ | فراموشی                          | جولیا                        | جوزف کوشینسکی                        | |  |
| ۲۰۱۴ | آکادمی خون‌آشامی                  | الن کیروا                    | مارک واترز                           | |  |
| ۲۰۱۴ | مرد نوامبر                       | Alice Fournier/Mira Filipova | راجر دونالدسون                       | |  |
| ۲۰۱۴ | آب‌شناس                           | عایشه                        | راسل کرو                             | |  |
| ۲۰۱۵ | یک روز عالی                      | کتی                          | فرناندو لئون د آرانوا                | Post-production |  |
| ۲۰۱۵ | شتاب                             |                              | Stephen S. Campanelli                | |  |
| ۲۰۱۶ | مکاتبه                           | ایمی                         | جوزپه تورناتوره                      | |  |
| ۲۰۱۷ | مرگ استالین                      | ماریا یودینا                 | آرماندو یانوچی                       | |  |
| ۲۰۱۷ | ترسو                             | Sheila                       | سایمون وست                           | |  |
| ۲۰۱۸ | مردی که دن کیشوت را کشت          | Jacqui                       | تری گیلیام                           | |  |
| ۲۰۱۸ | جانی اینگلیش بار دیگر ضربه می‌زند | اوفیلیا بلوتووا              | دیوید کلر                            | Post-production |  |
| ۲۰۱۸ | ۱۵ دقیقه جنگ                     |                              | فرد گریووا                           | Post-production |  |
| ۲۰۱۸ | امپراطوری از پاریس               |                              | ژان فرانسوا ریشه                     | |  |
| ۲۰۱۸ | خلیج سکوت                        | روزالیند پالیزر              | پاولا فان در اوست                    | |  |
| ۲۰۱۸ | مارا                             |                              | کلایو تونگه                          | |  |
| ۲۰۱۹ | اتاق                             |                              | کریستین ولکمن                        | |  |
| ۲۰۱۹ | مترجمان                          |                              | رجیس روینسارد                        | |  |
| ۲۰۱۹ | پیک                              |                              | زاکاری ادلر                          | |  |
| ۲۰۲۱ | بیوه سیاه                        | آنتونیو دریکوف / تسک‌مستر     | کیت شورتلند                          | |  |
| ۲۰۲۱ | ناپدید شدن                       |                              | دنیس دیکورت                          | |  |
| ۲۰۲۲ | شاهزاده خانم                     |                              |                                      | |  |
| ۲۰۲۳ | استخراج ۲                        |                              |                                      | |  |
| ۲۰۲۳ | بودیکا: ملکه جنگ                 |                              |                                      | |  |
| ۲۰۲۳ | اثر پارادوکس                     |                              |                                      | |  |
| ۲۰۲۴ | رئیس ایستگاه                     |                              |                                      | |  |
| TBA  | Empires of the Deep              |                              | Michael French Scott Miller          | Post-production, filmed in 2010 |  |

2023((بودیکا ملکه جنگ-)) بودیکا
رئیس ایستگاه

## افتخارات
- دهمین زن زیبای سال ۲۰۱۳ به انتخاب سایت hollywood buzz
- اولگا کوریلنکو به عنوان یکی از زیباترین زنان جهان در لیست جهانی BWC ثبت شده‌است.